# Selaginella versicolor
Selaginella versicolor är en mosslummerväxtart som beskrevs av Antoine Frédéric Spring. Selaginella versicolor ingår i släktet mosslumrar, och familjen mosslummerväxter. Inga underarter finns listade i Catalogue of Life.